# Glypta aequorea
Glypta aequorea är en stekelart som beskrevs av Dasch 1988. Glypta aequorea ingår i släktet Glypta och familjen brokparasitsteklar. Inga underarter finns listade i Catalogue of Life.